# Площадь Гагарина (станция МЦК)
Пло́щадь Гага́рина — остановочный пункт на Малом кольце Московской железной дороги, обслуживающий маршрут городского электропоезда — Московское центральное кольцо. Открыта 10 сентября 2016 года вместе с открытием пассажирского движения электропоездов МЦК. Единственный подземный остановочный пункт линии, один из двух железнодорожных подземных остановочных пунктов Москвы (наряду с платформой Аэропорт Внуково).

## Технические характеристики
Остановочный пункт имеет две боковые платформы и два раздельных вестибюля для каждой платформы. Перейти между платформами можно через переход под путями, который совмещён с переходом на станцию метро «Ленинский проспект» Калужско-Рижской линии. При этом бестурникетная пересадка между метрополитеном и МЦК отсутствует. Пассажиры метрополитена и МЦК могут пересаживаться между линиями с осуществлением билетного контроля (через турникеты), но без дополнительного списывания поездки в течение 90 минут с момента первого прохода, если пассажир сохранил и при пересадке приложил билет, использованный им ранее для входа.

## Строительство
Проект постройки платформы существовал ещё с начала 1960-х годов, когда была построена станция метро «Ленинский проспект». Вместе со станцией метро был построен переход в центре зала к будущей станции МЦК.
Станционный зал был построен в 2001 году в конструкциях Гагаринского тоннеля при строительстве участка Третьего транспортного кольца Москвы от Площади Гагарина до Ленинского проспекта. Платформы были законсервированы.
В августе 2013 года начались расконсервация и отделка платформ. 5 августа 2016 года на станции «Ленинский проспект» началась реконструкция перехода. К началу сентября 2016 строительство наземных вестибюлей и отделка платформ были полностью закончены, завершены работы по благоустройству прилегающей территории. 10 сентября платформа открылась для пассажиров.

## Пассажиропоток
Из 31 станции МЦК Площадь Гагарина занимает первое место по популярности. В 2017 году средний пассажиропоток по входу и выходу составил 54 тыс. чел. в день и 1649 тыс. чел. в месяц.
После месяца бесплатного проезда по МЦК платформа стала лидером по числу пассажиров, средний пассажиропоток в будни составил 25,8 тысячи человек. Лидерство по пассажиропотоку сохранилось за станцией и после начала платной эксплуатации МЦК, за январь 2017 года ею воспользовались более полумиллиона человек. По итогам 2017 года станция сохранила лидерство по пассажиропотоку, за год ею воспользовалось более 10,5 млн человек, а в будние дни станция принимает около 40 тыс. человек.

## Наземный общественный транспорт
На этой станции можно пересесть на следующие маршруты городского пассажирского транспорта:
- Автобусы: м1, м16, е10, е12, 111, 196, 297, 317, 553, н11
- Трамваи: 14, 39

## Галерея

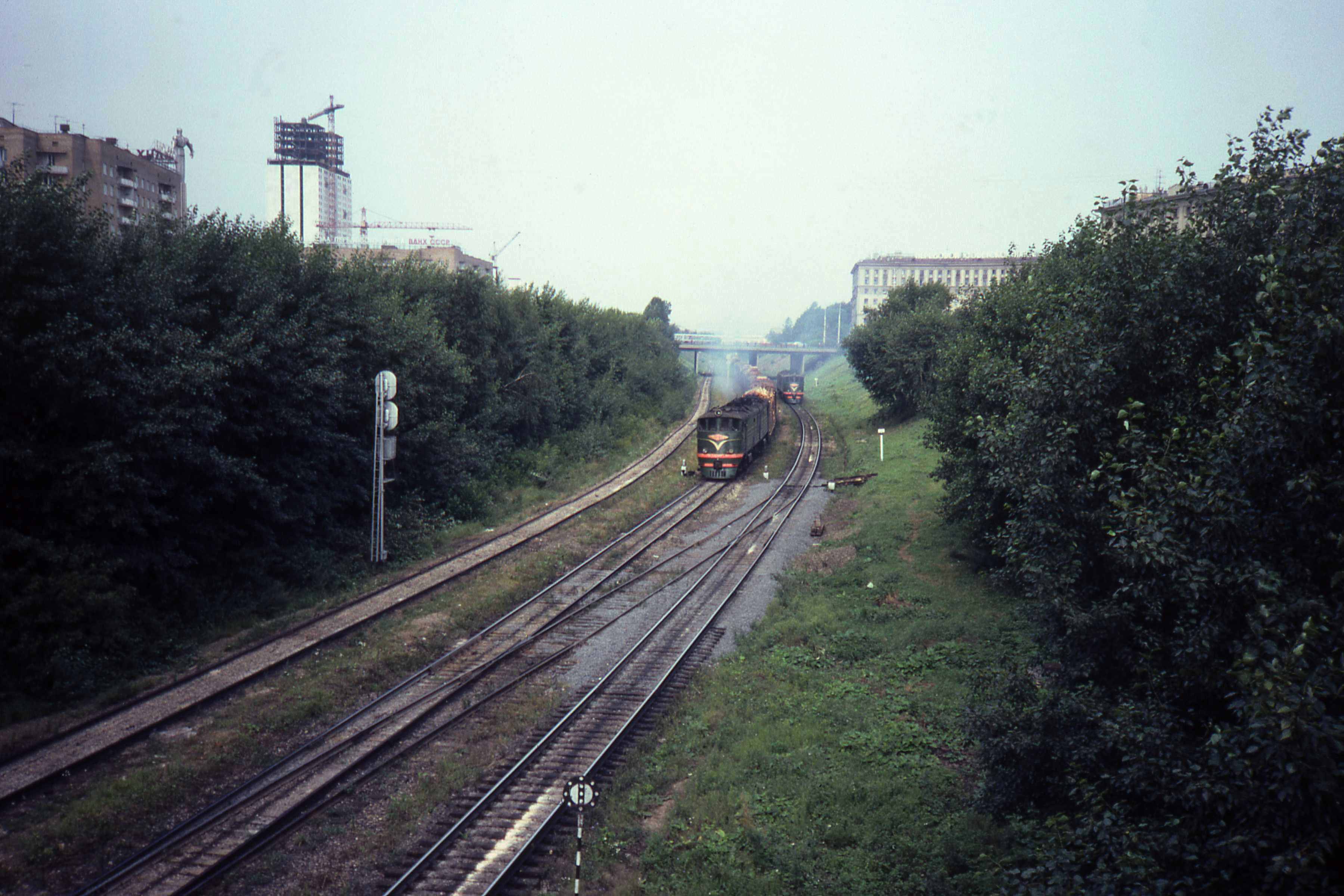
Место будущей станции в 1982 году
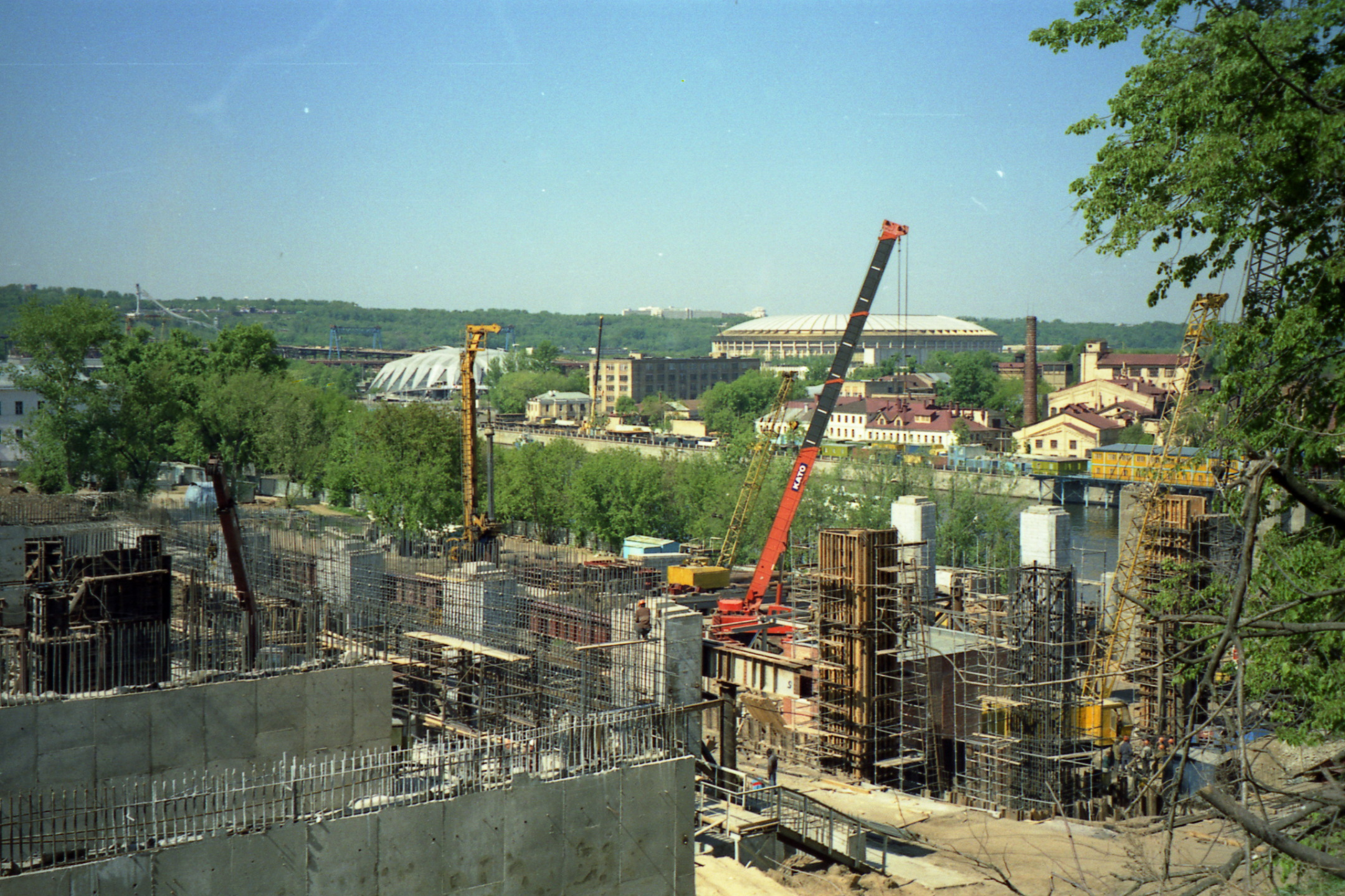
Строительство Гагаринского тоннеля, 2001 год
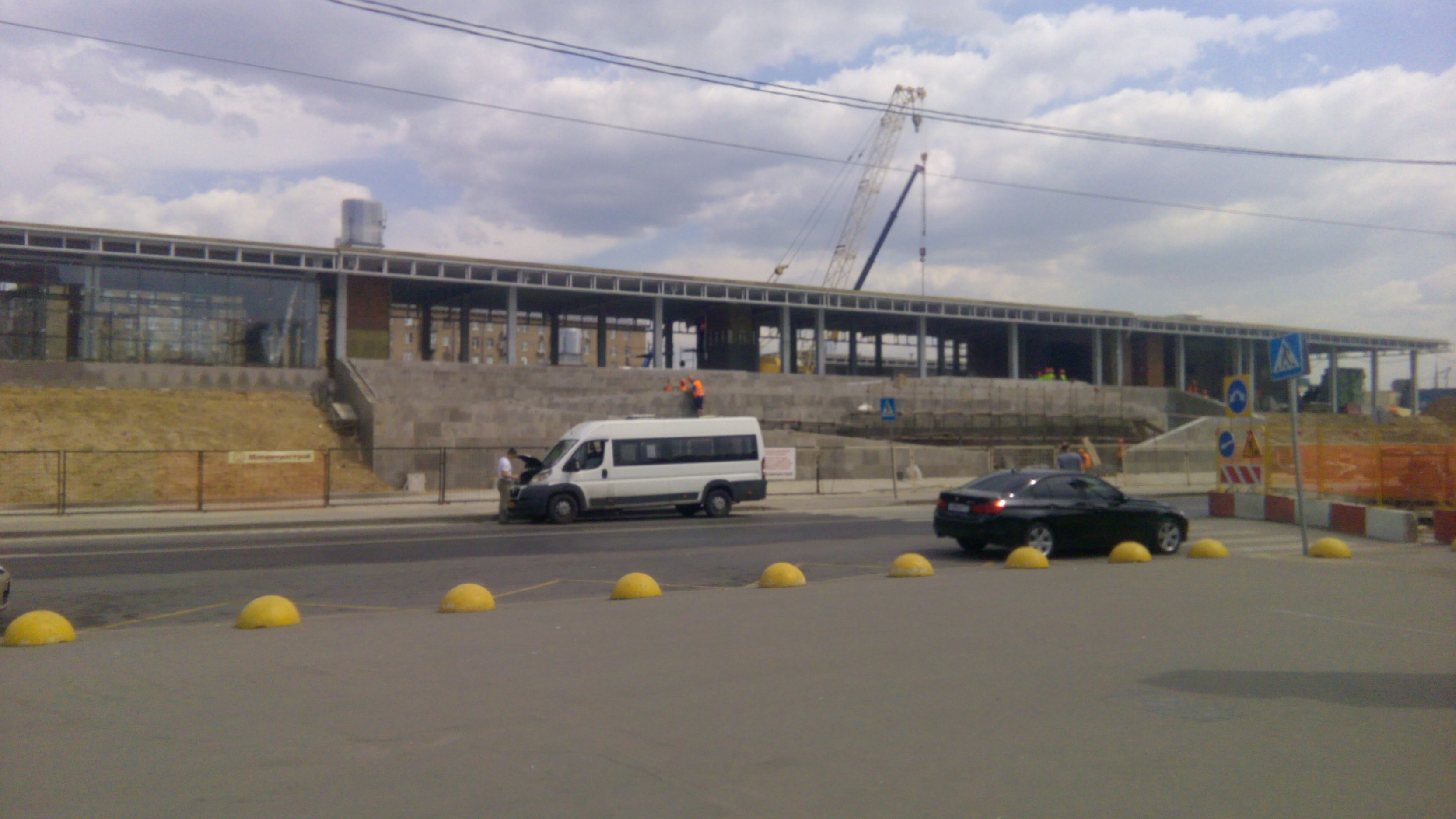
Строительство вестибюля, 2 июня 2016 года
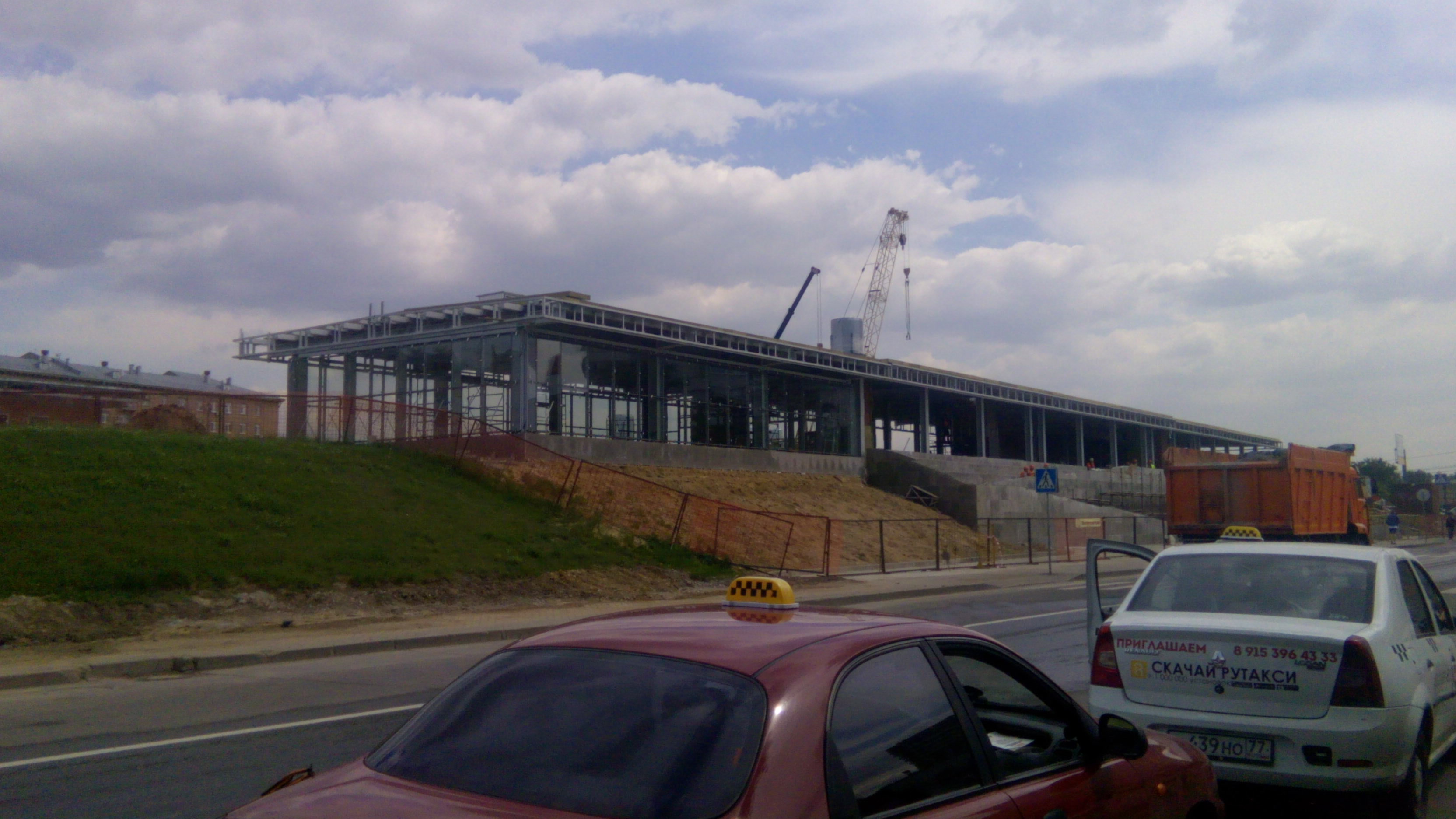
Строительство вестибюля, 2 июня 2016 года
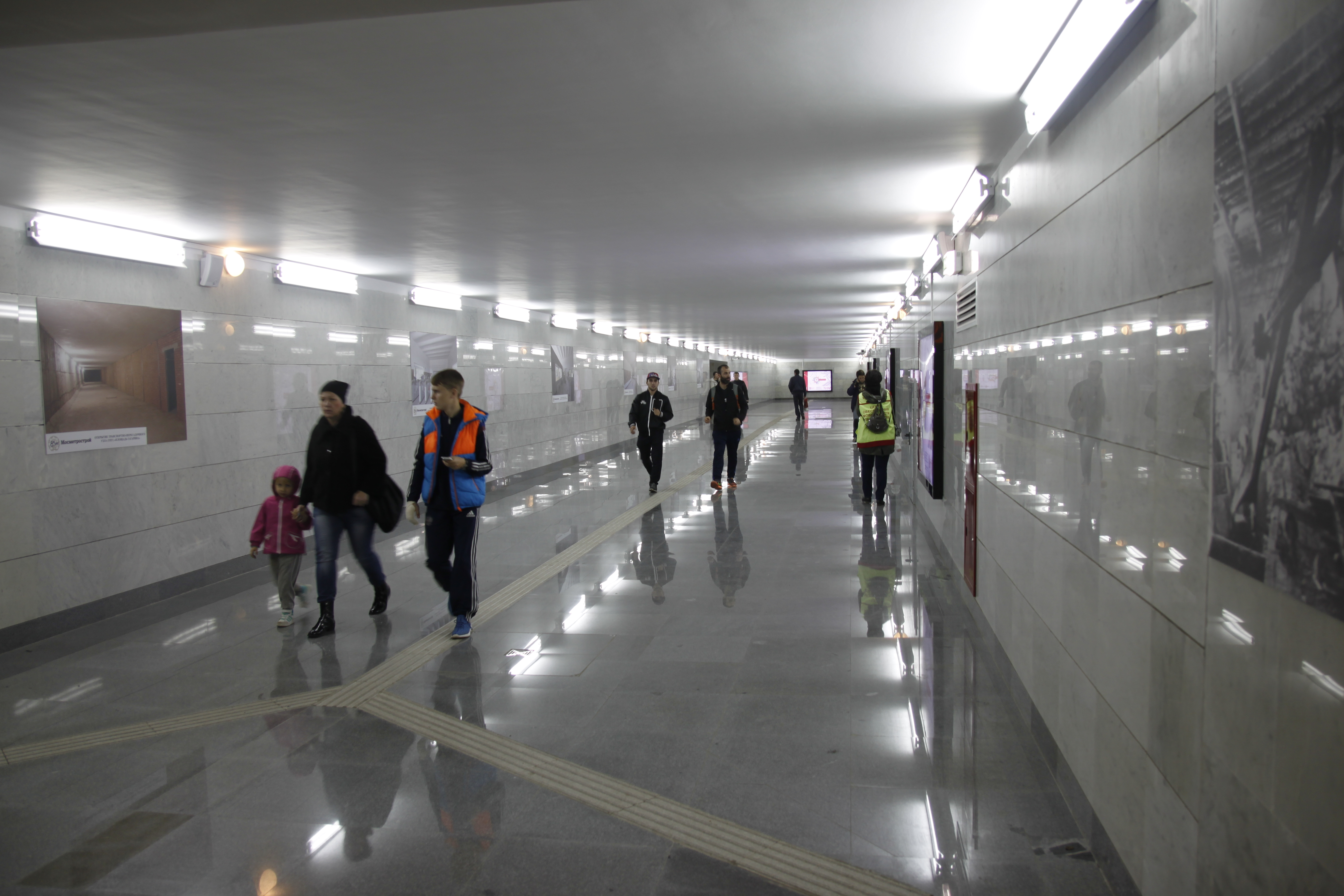
Переход на станцию метро «Ленинский проспект», 15 сентября 2016 года
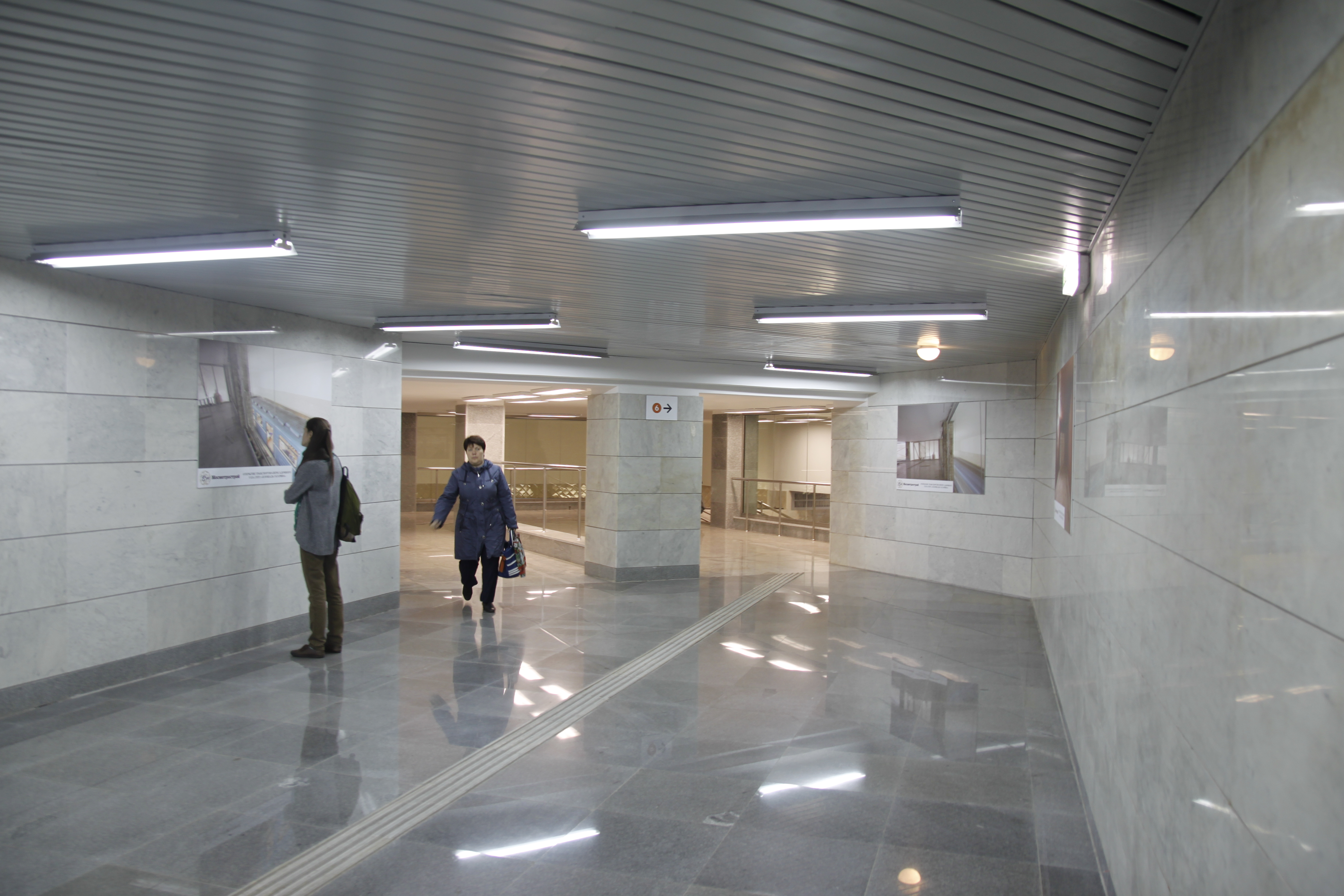
Переход на станцию метро «Ленинский проспект», 15 сентября 2016 года
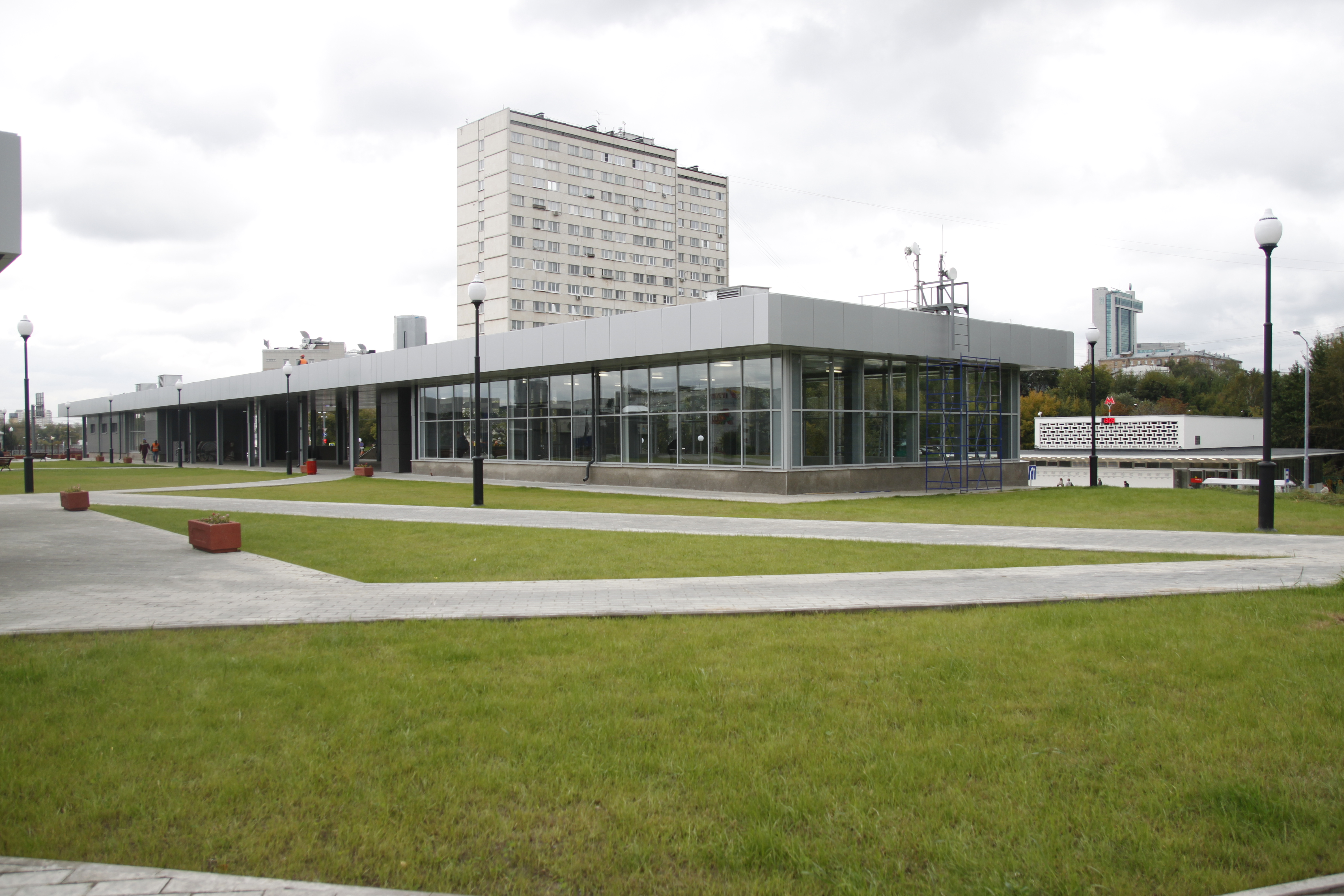
Вестибюль. На заднем плане — вестибюль станции метро «Ленинский проспект», 15 сентября 2016 года
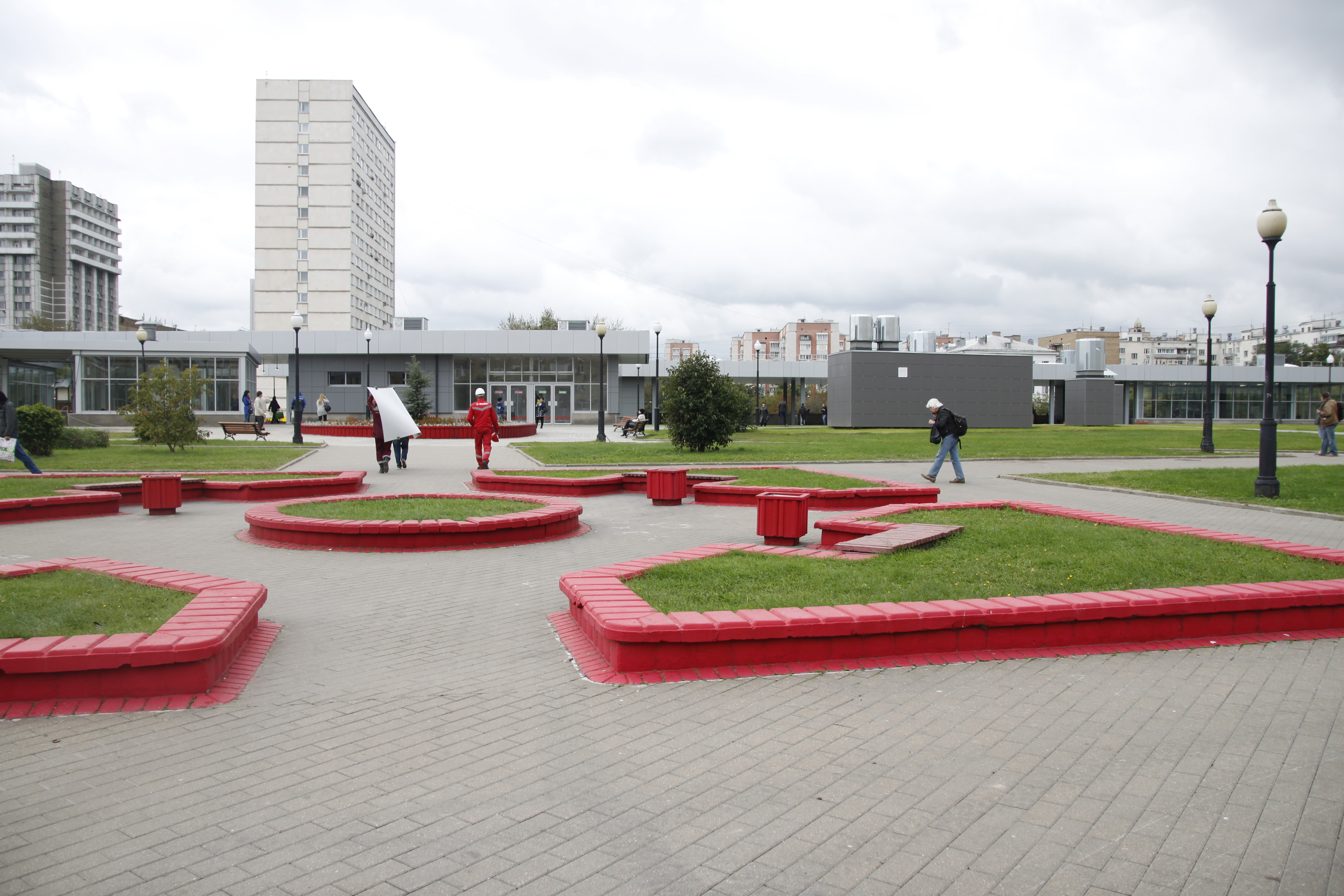
Вид на площадь Гагарина и на вестибюль МЦК, 15 сентября 2016 года
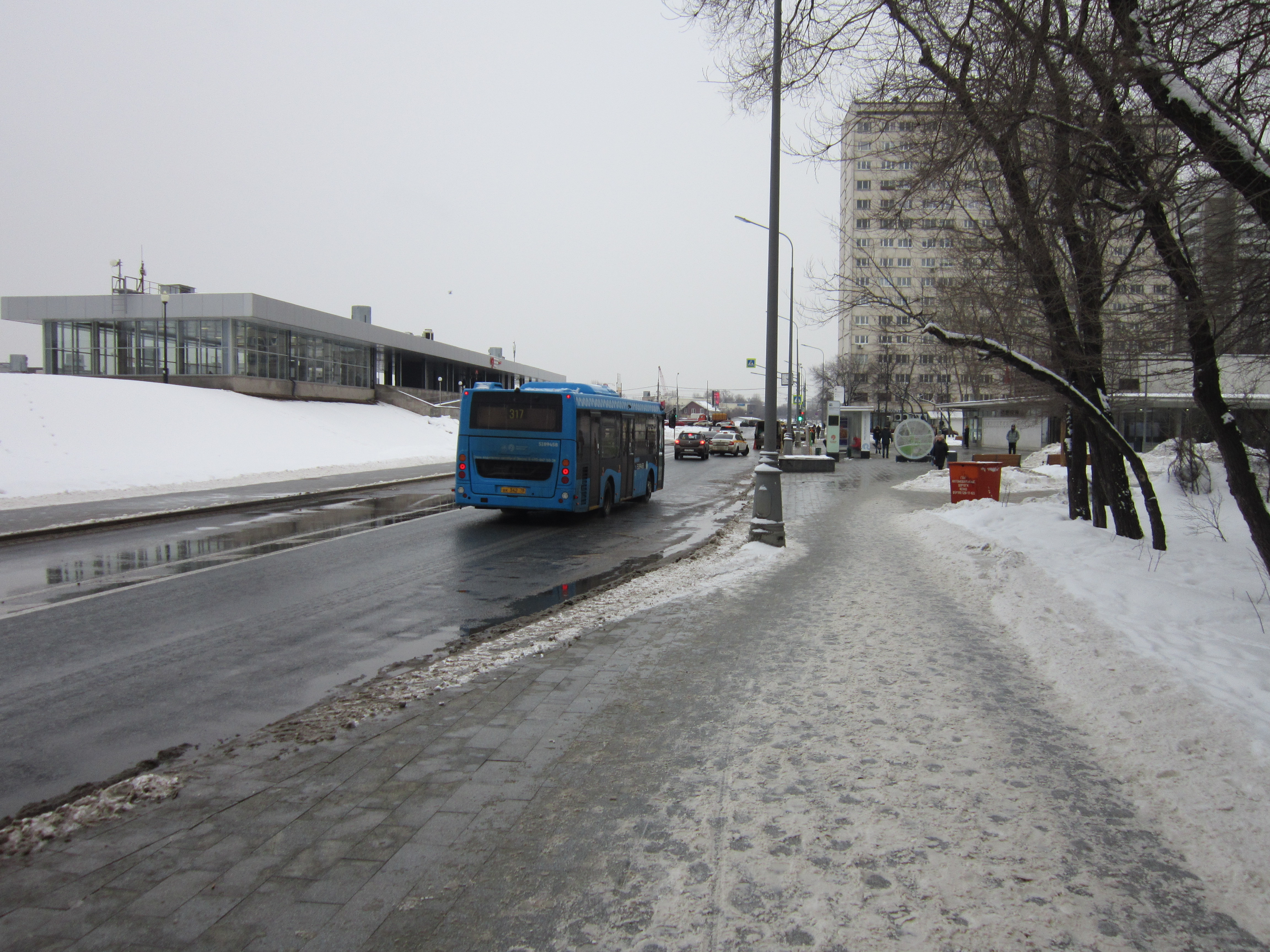
Вид на проектируемый проезд № 4432 в марте 2023 года. Слева от проезда — вестибюль МЦК, справа — вестибюль станции метро «Ленинский проспект»